# Tribes of Caïn
Tribes of Caïn ist eine Schweizer Black-Metal-Band mit markanten Death-Metal-Einflüssen, die 1999 im Grossraum Zürich gegründet wurde. Der Bandname, eine Anspielung auf den biblischen Kain und dessen Nachkommen (Genesis 4:17-22, darunter Jubal, Erfinder der Instrumentalmusik, und Tubal-Kain, Erfinder der Metallurgie), symbolisiert die Faszination der Bandmitglieder gegenüber „unkonventionellen, freien und nicht dem Herdendenken verfallenen Individuen“. Die Schreibweise Caïn [mit Trema (vgl. Heavy-Metal-Umlaut)] stammt aus der französischen Sprache.
Tribes of Caïn gehört zu den bekanntesten Vertretern ihres Genres in der Schweiz und steht beim Label Fastbeast Entertainment unter Vertrag.

## Bandgeschichte
Die Band wurde 1999 von Reto Hofstetter und Donato Campagna gegründet. Kurz darauf wurde Inti Sanchez als Schlagzeuger engagiert. Im Jahr 2000 verließ Campagna die Band, um musikalisch einen anderen Weg einzuschlagen. Die Besetzung wurde im selben sowie im darauf folgenden Jahr durch Chrigi Sennhauser (Gitarre) und Sven Gryspeerdt (Gesang) und Dario Khasham (Bass) komplettiert. Es folgten die ersten Live-Auftritte. Im Jahr 2002 erschienen zwei Promo-CDs.
Den Aufnahmen zu ihrem ersten Album The First Born im Herbst 2002 folgte im Frühjahr 2003 eine Tour durch Deutschland, Belgien und Spanien. Der Posten am Bass wurde nach der Tour durch Birgit Oellbrunner besetzt. Seit Anfang 2004 spielte sie in der norwegisch-deutschen Folk-Metal-Band Midnattsol. Ein Jahr nach der Veröffentlichung von The First Born schloss die Band die Aufnahmen an ihrem zweiten Album Supra Absurdum erfolgreich ab. Wie auch das Vorgängeralbum wurde die CD in Eigenproduktion produziert. Für diverse Auftritte sowie für die Aufnahmen zu Supra Absurdum stand der Session-Musiker Richard Pechota der Band zur Seite. Das zweite Opus wurde von Zeitschriften und Webzines wohlwollend aufgenommen und erhielt gute bis hervorragende Rezensionen. Beide Alben wurden 2005 in die Schweizerische Landesphonothek aufgenommen.
Die offene Position am Bass wurde am 16. Juli 2004 durch Kay Brem besetzt, der bis 2006 bei Tribes of Caïn spielte und bis zu seinem Wechsel zu Eluveitie bei Cataract tätig war. Ebenfalls seit dem Spätsommer 2006 gehen die Band und Schlagzeuger Inti Sanchez getrennte Wege. Die Nachfolge für Kay Brem und Inti Sanchez traten Bassist Dario Stutz und Drummer Dave Schlumpf, der zwei Jahre später durch Lukas von Flueh ersetzt wurde.
Nach dem Vertragsabschluss mit dem Label Fastbeast Entertainment erschien am 1. November 2007 das dritte Album Retaliation. Das Album wurde in den bandeigenen Artifier-Studios eingespielt und im House of Audio (Karlsdorf) gemischt. Für das Mastering zeichnete Peter in de Betou (Tailor Maid Production) verantwortlich.

## Texte
Die Texte behandeln Themen wie Natur, Menschheit, eigene Gedanken und Leidensgeschichten. Sie sind häufig in englischer, selten in deutscher Sprache verfasst. Bisweilen nehmen die Texte poetische Formen an und weisen Reime, Alliterationen und andere literarische Stilfiguren auf.

## Diskografie
- Promo 1 (2002)
- Promo 2 (2002)
- The First Born (2003)
- Supra Absurdum (2004)
- Retaliation (2007)